# Nonhle Beryl
Nonhle Beryl (* 24. Dezember 1983 in Durban) ist eine südafrikanische Sängerin, Schauspielerin und Autorin.

## Leben
Nach einer Ausbildung an der Tshwane University of Technology in Pretoria, an der sie Musical Theatre studierte, ging sie 2002 nach New York. Dort studierte sie an der New York Film Academy und schloss dieses in den Fächern Schauspielerei für Film, Fernsehen und Theater ab. Nach dem Studium war sie in verschiedenen Broadway-Musicals zu sehen. Außerdem spielte sie in den Musicals Der König der Löwen, Hair, Hairspray und Sister Act. Zuletzt stand sie in Hamburg als Rafiki in der deutschen Version von Der König der Löwen auf der Bühne.
Im deutschen Fernsehen war sie im Oktober 2013 in der dritten Staffel von The Voice of Germany zu sehen. In der zweiten Phase, in der sie ausschied, wurde sie von Max Herre gecoacht.
Im Jahr 2014 erschien Nonhles Beryls erstes Studioalbum als Download, für das sie verschiedene Weihnachtssongs einspielte. Dabei legte sie den Fokus besonders auf traditionelle Weihnachtslieder aus ihrer Heimat und in ihrer Muttersprache isiZulu.

## Diskografie
- 2014: A Merry Little Christmas (Download)